# Bonnie McElveen-Hunter
Bonnie McElveen-Hunter, född 29 juni 1950 i Columbia i South Carolina, är en amerikansk affärskvinna.
McElveen-Hunter blev 2004 den första kvinnliga ordföranden i styrelsen för Amerikanska Röda Korset, efter grundaren Clara Barton. Hon tillträdde tjänsten genom ett beslut av den dåvarande amerikanska presidenten George W. Bush och fortsatte 2007 för en andra mandatperiod. Hon är också grundare av Pace Communications, ett publiceringsföretag, och har även varit ambassadör i Finland 2001–2003.